# Jean-Louis Michel (photographe)
Pour les articles homonymes, voir Jean-Louis Michel et Michel.
Jean-Louis Michel est un photographe français né à Sceaux le 18 novembre 1926 et mort à Escoublac le 6 septembre 2006.

## Biographie
Il est surtout connu pour ses photographies de nu à la fois réalistes, chastes et d'un graphisme très fort et très épuré On a pu dire que sa démarché était quelquefois apparentée au pictorialisme. « Pour lui, un corps de femme est avant tout une composition faite de lignes et de volumes, que l’on peut, au gré de la fantaisie, son inspiration et bien sûr, des possibilités physiques du modèle, sculpter, modeler avec des éclairages appropriés », écrit en 1968 Christiane Roger.
Jean-Louis Michel a commencé par le portrait, domaine qu'il a retravaillé par la suite avec une plus grande expérience artistique et technique. Il a été chargé d'enseigner l'art du portrait au sein de la Société française de photographie.